# Walkertown (Caroline du Nord)
Walkertown est une ville américaine située dans le comté de Forsyth dans l'État de Caroline du Nord. En 2010, sa population était de 4 675 habitants.

## Démographie
| 1990  | 2000  | 2010  | - | - | - |
| ----- | ----- | ----- | - | - | - |
| 1 200 | 4 009 | 4 675 | - | - | - |

## Source de la traduction
- (en) Cet article est partiellement ou en totalité issu de l’article de Wikipédia en anglais intitulé « Walkertown, North Carolina » (voir la liste des auteurs).